# Escarlata (color)

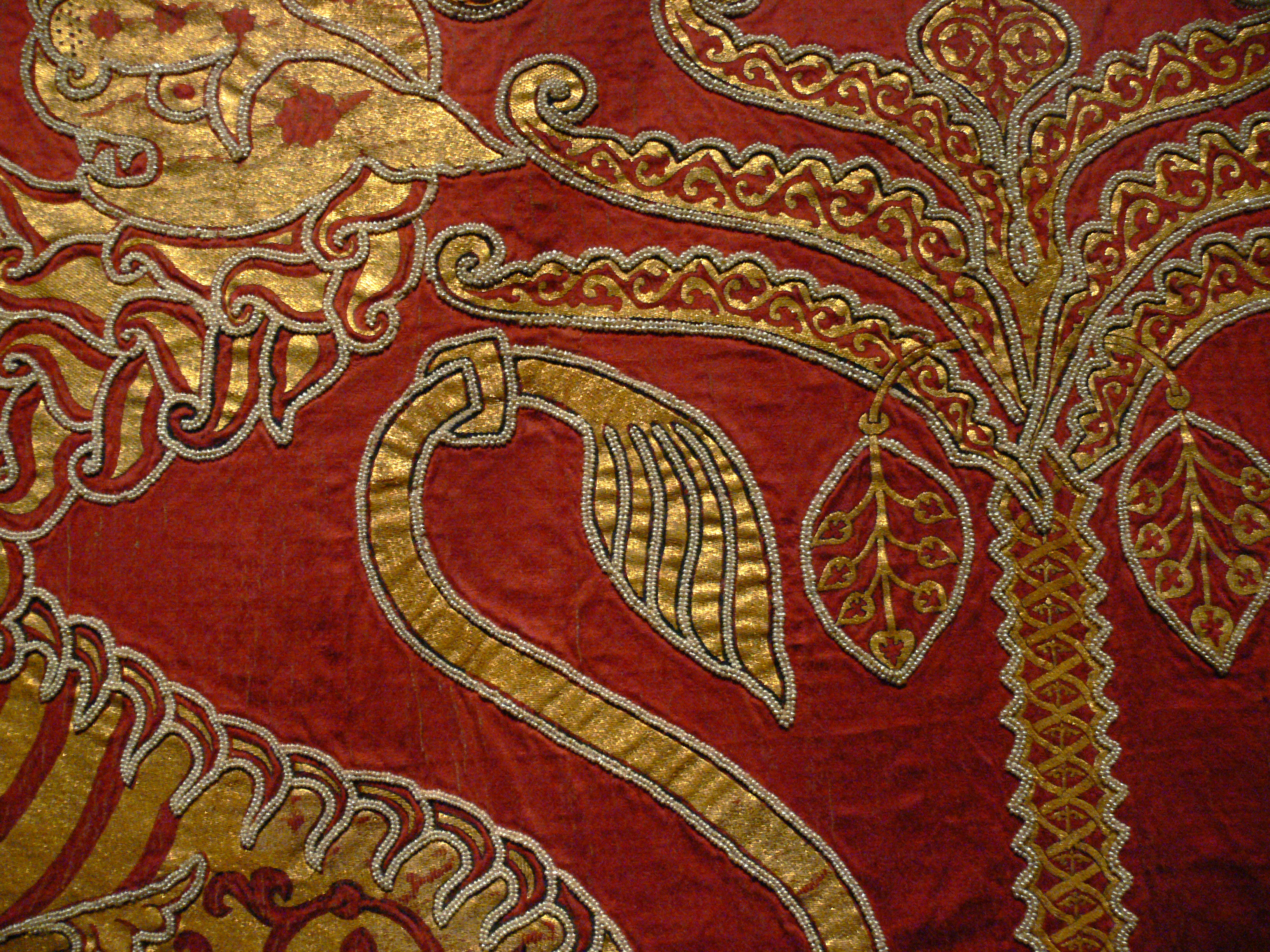
Escarlata de quermés sobre seda: detalle del «Manto de la Coronación» de Rogelio II de Sicilia, realizado en los Talleres Reales de Palermo entre los años 1133 y 1134

Escarlata es un color intermedio entre bermellón y carmín. A un nivel más específico, es una coloración roja viva (es decir, bastante saturada) que corresponde al color producido por el antiguo colorante textil «escarlata de Holanda». También se ha llamado «escarlata» al color carmesí.

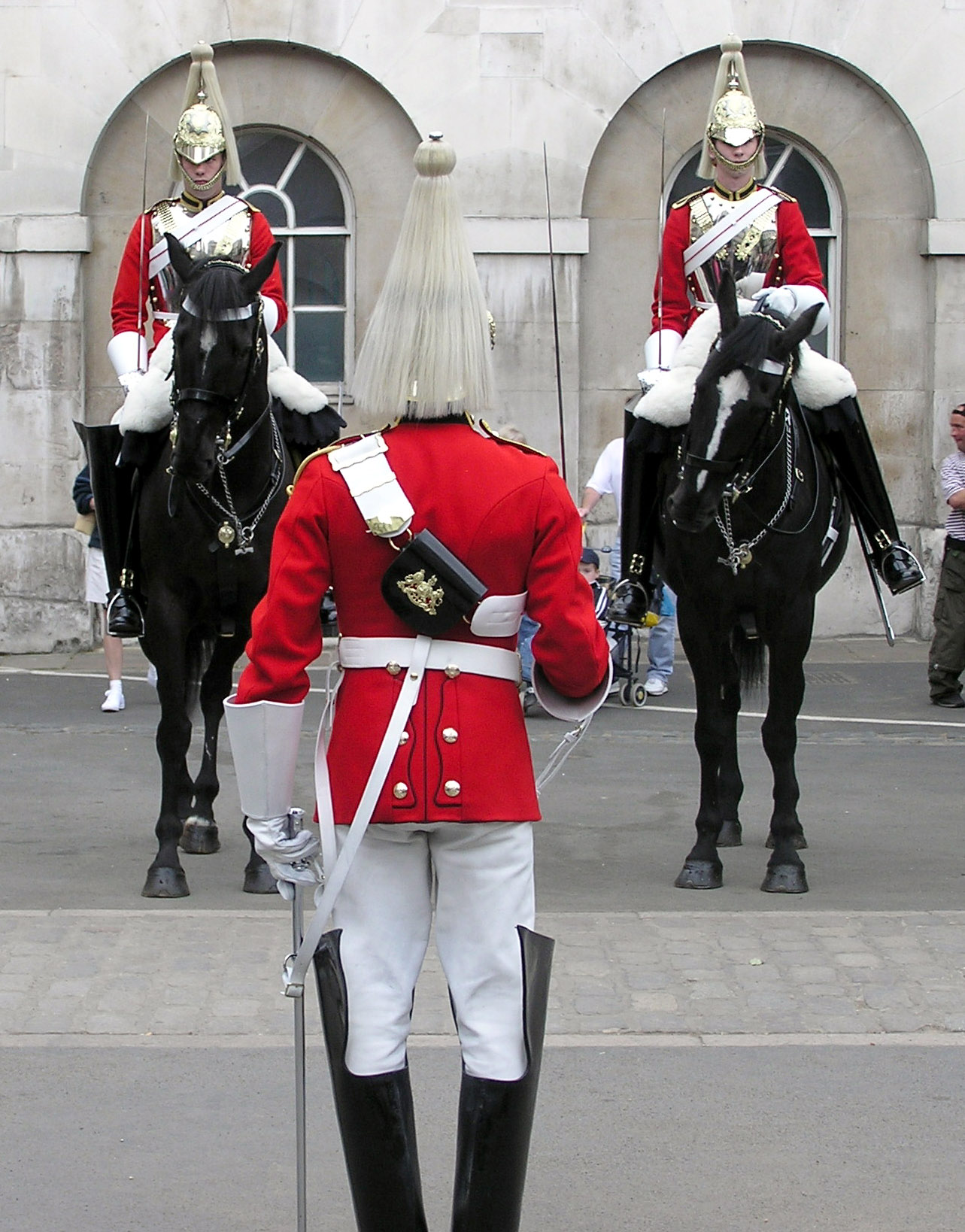
La Household Cavalry, antigua unidad del ejército Británico en tradicional uniforme escarlata.

Además, «escarlata» se aplica a cierta tela lujosa de ese color, y al color de la misma. Específicamente, se dice que son «escarlata» aquellos tejidos que han sido teñidos con carmesí, es decir, con un tinte de color rojo intenso derivado del quermés o de la cochinilla, y generalmente mordentado con alumbre.

## Etimología y semántica
«Escarlata» fue en un principio la denominación de un paño fino y costoso, pasando a significar, con el tiempo, el color rojo encendido de cierto tinte para telas muy oneroso. En esta sección se ofrece un panorama de ese cambio semántico.
La palabra «escarlata» proviene:
del árabe hispánico ’iskirlâṭa, ‘escarlata’ (siglo XIII);
este del más antiguo sikirlâṭ;
este del árabe siqillâṭ, ‘tejido de seda brocado de oro’ (siglo VII);
este del griego bizantino σιγιλλᾶτος (sigillâtos), ‘tejido de lana o lino adornado con marcas en forma de anillos o círculos’;
y este del latín textum sigillatum, ‘paño sellado o marcado’.
De acuerdo con el historiador de arte John Gage, el término «escarlata» apareció en el siglo XI en las regiones germanoparlantes de Europa, donde significaba ‘paño de lana fina tundido, de gran valor’. En los primeros textos que aluden a este paño se mencionan «escarlatas» de diversos colores, como negro, blanco (sin teñir), azul y verde; sin embargo, el tinte más costoso de la Edad Media era el rojo intenso del quermés, lo que habría llevado a que la tela llamada «escarlata» fuese teñida principalmente de ese color. De acuerdo con el autor, para el siglo XIII el paño «escarlata» más usual parece haber sido de color rojo intenso, y durante el siglo siguiente el vocablo «escarlata» podía ya significar el color rojo intenso por sí mismo.
En idioma castellano, el término «escarlata» comenzó a usarse entre 1220 y 1250.

## Historia

### Escarlatas de la Antigüedad

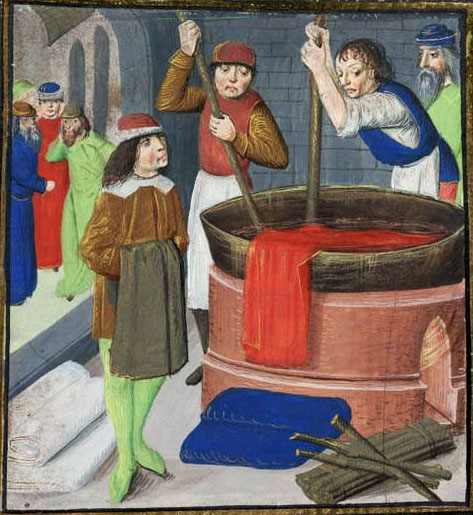
Teñido de paños de lana. De Des Proprietez des Choses, por Bartholomaeus Anglicus (1482).

Durante unos 3 000 años, desde la Antigüedad hasta la Edad Media, los colorantes textiles rojos de mejor calidad y que daban un color más vivo fueron aquellos elaborados principalmente con tinte de quermés mordentado con alumbre. Los quermés son insectos del género Kermes que viven sobre varias especies de encinas de la región del Mediterráneo y que contienen un principio colorante rojo (ácido quermésico, un compuesto del grupo de las antraquinonas) que es soluble en agua y en alcohol. El tinte de quermés fue muy utilizado antiguamente, y a pesar de ser caro, lo era menos que la púrpura de Tiro. Se lo menciona frecuentemente en textos árabes y hebreos, incluyendo la Biblia, donde es llamado tola’at shani (literalmente ‘gusanillo rojo’).

### El escarlata sustituye a la púrpura
A partir de 1453, con la caída de Constantinopla a manos de los turcos otomanos, la técnica para elaborar el tinte púrpura de Tiro cayó en el olvido. Monarcas y altos eclesiásticos, entonces, vistieron en su lugar ropas teñidas de rojo con pigmentos disponibles en la región, como el quermés, y mordentadas con alumbre. Este es el origen de la «púrpura» que llevan hasta el día de hoy los cardenales de la Iglesia católica, que es de color rojo encendido.
Entre la Edad Media y el Renacimiento se acuñaron para los rojos vivos de las telas teñidas de esta manera los términos «escarlata» y «carmesí». Aunque estas adjetivaciones de color variaron en significado según lugar y época, en general se entendió por «carmesí» un color rojo vivo que se inclinaba ligeramente hacia el azul, mientras que el «escarlata» era un rojo más luminoso.

### Escarlata de Venecia

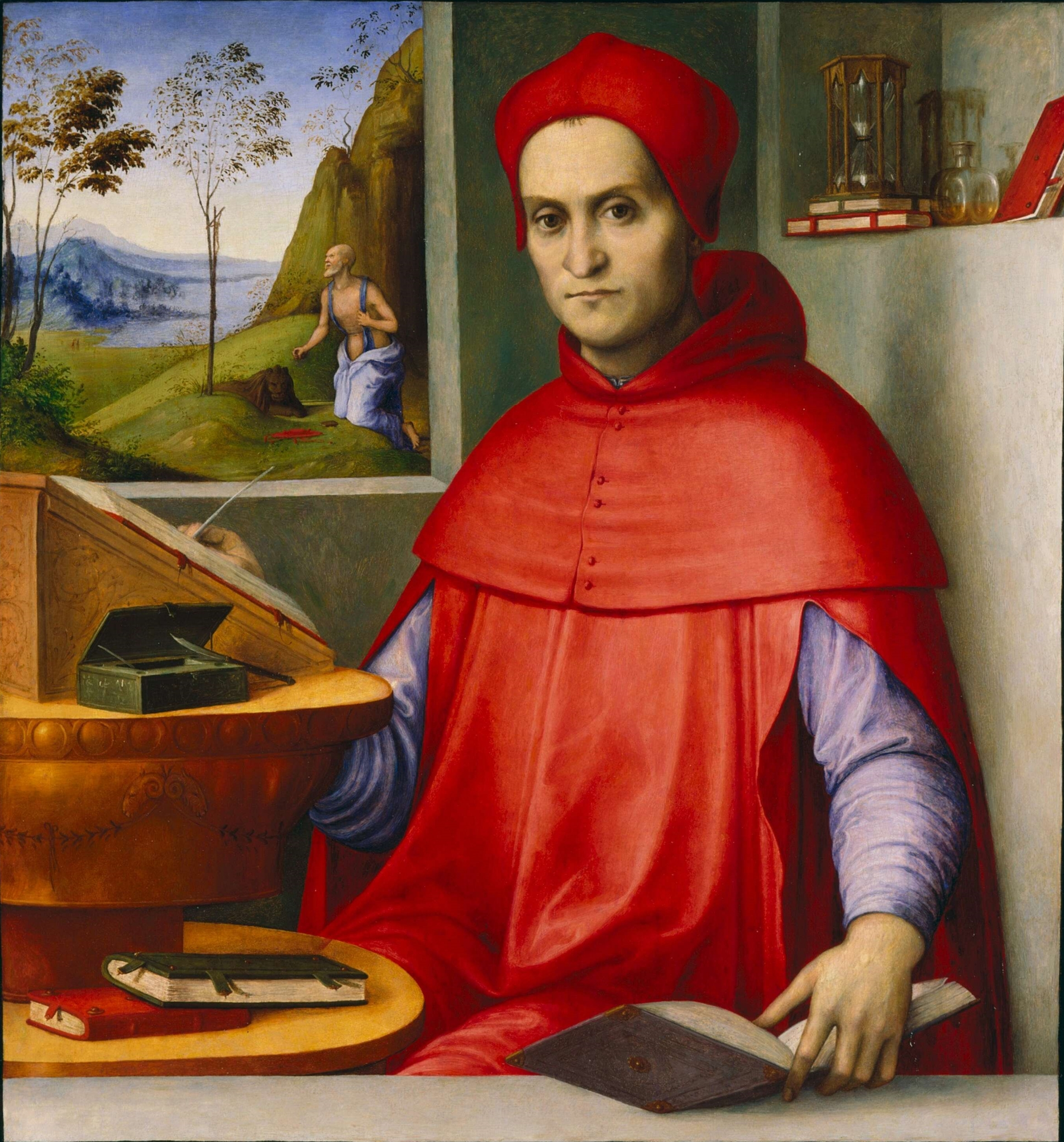
Un cardenal en su estudio (tal vez el cardenal Bibbiena) hacia 1519, retrato atribuido al pintor italiano Lorenzo Costa. Habida cuenta de la fecha del retrato, es muy probable que el escarlata que luce el cardenal hubiese sido logrado con quermés.

Durante la Edad Media, los tintoreros especializados en las técnicas de teñido más costosas, como la del escarlata, no acostumbraban formar gremios, pero con el tiempo llegaron a existir gremios de tintoreros especializados en escarlata en algunas localidades, como Génova, Marsella y Venecia; esta última fue el principal centro de comercio de paños de color escarlata de la época. El tinte escarlata veneciano, conocido precisamente como «escarlata de Venecia», se preparaba con quermés, crémor tártaro y alumbre; las telas teñidas con él eran muy apreciadas en toda Europa.
Otras localidades donde se producían telas rojas de lujo durante este período eran Florencia y la región flamenca. Se debe tener en cuenta, sin embargo, que el tinte de quermés no era el único colorante rojo de que se disponía en la época: los tintoreros expertos producían telas de una variedad de tonos de rojo con la ayuda de diferentes tintes y mordientes.
En la Europa del siglo XV el color escarlata era considerado el más suntuoso y caro. Fue un colorante de primer orden en la industria tintorera toscana de la época, y a la vez un color muy estimado para las ropas de luto, junto con el carmesí y el pavonazo (un púrpura oscuro). El tinte básico para la elaboración del escarlata de esta época seguía siendo que se obtenía del quermés.
Las prendas de escarlata eran vestidas por aquellos pocos que podían pagarlas, pero a veces también estaban sujetas a protocolo, como en el caso de los cardenales católicos. En Inglaterra, los jueces y los pares solían llevar togas de escarlata, y lo mismo los jueces del Sacro Imperio Romano. En Francia tenían derecho a llevarlas los magistrados reales, mientras que el canciller del Rey vestía de carmesí. En Venecia y en Florencia, por otra parte, muchos altos cargos del gobierno incluían el escarlata y el carmesí en su vestuario.
En relación con el precio de los paños teñidos de escarlata hacia el final de la Edad Media, el estudioso de historia económica John H. Munro ha analizando el registro de los gastos de guardarropa de Enrique VI de Inglaterra para el período 1438–1439, encontrando que «los escarlatas más baratos» del monarca habían costado más de catorce libras esterlinas de la época. A fin de dar una dimensión de esta suma, Munro hace la siguiente comparativa:

Un maestro albañil, que por entonces ganaba seis peniques al día, hubiese necesitado gastarse su salario completo durante 565 jornadas laborales (cerca de dos años y nueve meses) para comprarse una [prenda de escarlata]… En 1440, por esa misma suma de dinero,en el mercado de Amberes podrían haberse adquirido los siguientes bienes: aproximadamente 2 720 kilos de queso flamenco, u 850 kilos de mantequilla, o 22 000 kippers ahumados, o 1 100 litros de vino del Rin de buena calidad.

A pesar de esto, desde principios del siglo XVI la demanda europea de paños finos teñidos con escarlata y otros tintes rojos fue en aumento, junto con la de colorantes capaces de conferir a las telas un rojo fuerte y permanente. El pintor Pompeo Molmenti (1819–1894), profesor de la Academia de Bellas Artes de Venecia, relata en su obra Venecia: nuevos estudios de historia y arte (1897) que en esa localidad, durante el siglo XVI, se tomaban recaudos para proteger los secretos de la tintura en escarlata, en carmesí y en otros tintes costosos. Existía un sistema judicial especial para tratar las cuestiones relacionadas con el arte de la tintura, y los extranjeros no podían ejercer de tintoreros; además, en las épocas del año, fijadas por ley, en que se preparaban las mezclas para el tinte escarlata, se hacían correr historias acerca de fantasmas que rondaban los talleres de tintura, de manera de alejar a los curiosos.

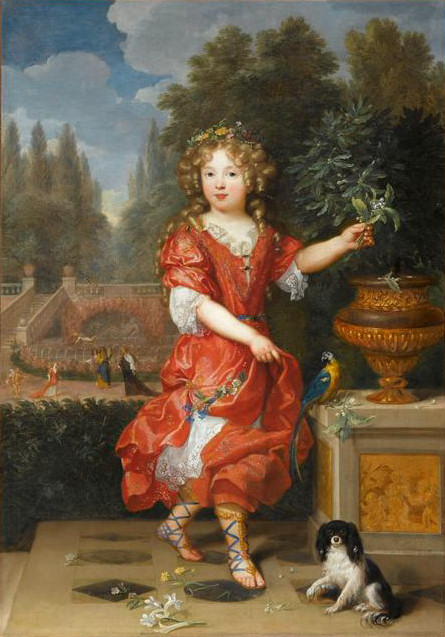
María Ana de Borbón, primera dama de Blois, hija de Luis XIV y de Luisa de La Vallière, vestida de escarlata. Óleo sobre tela de Pierre Mignard (1612–1695).

Jean Hellot, en su celebrado tratado El arte de la tintura de lanas y de telas de lana (1750), refiere que en su época el escarlata de Venecia estaba en retroceso, ya que el color rojo encendido del escarlata de Holanda, elaborado con cochinilla mexicana en lugar de quermés, se había puesto de moda y lo había desplazado. Prácticamente el único lugar donde todavía se elaboraba tinte de quermés y donde el escarlata de Venecia seguía usándose profusamente era en la misma Venecia.

### Escarlata de Holanda y escarlata Gobelinos
A partir del siglo XVI se comenzó a elaborar escarlata con cochinilla (Dactylopius coccus), insecto descubierto en México que contiene un colorante similar al del quermés. La grana de cochinilla (cochinillas secas, materia prima para la elaboración del tinte) comenzó a ofecerse en los mercados europeos hacia fines de la década de 1520, inicialmente en pequeñas cantidades. Durante los años 1540 esta mercancía fue puesta a prueba por tintoreros toscanos y venecianos a fin de averiguar si era comparable al quermés, fallando estos a su favor; otra fuente histórica afirma que la cochinilla sobrepasaba con ventaja al quermés en poder tintóreo, que daba un tinte más rendidor y que producía colores mucho más fuertes y permanentes que aquel. En un período de cincuenta años a partir de su introducción en Europa, la cochinilla desplazó al quermés en la tintura de paños de escarlata, conquistando los mercados de los principales centros europeos de manufactura de telas finas, como Venecia, Florencia, Milán, Ruan, Malinas, Lyon, Segovia y Suffolk.

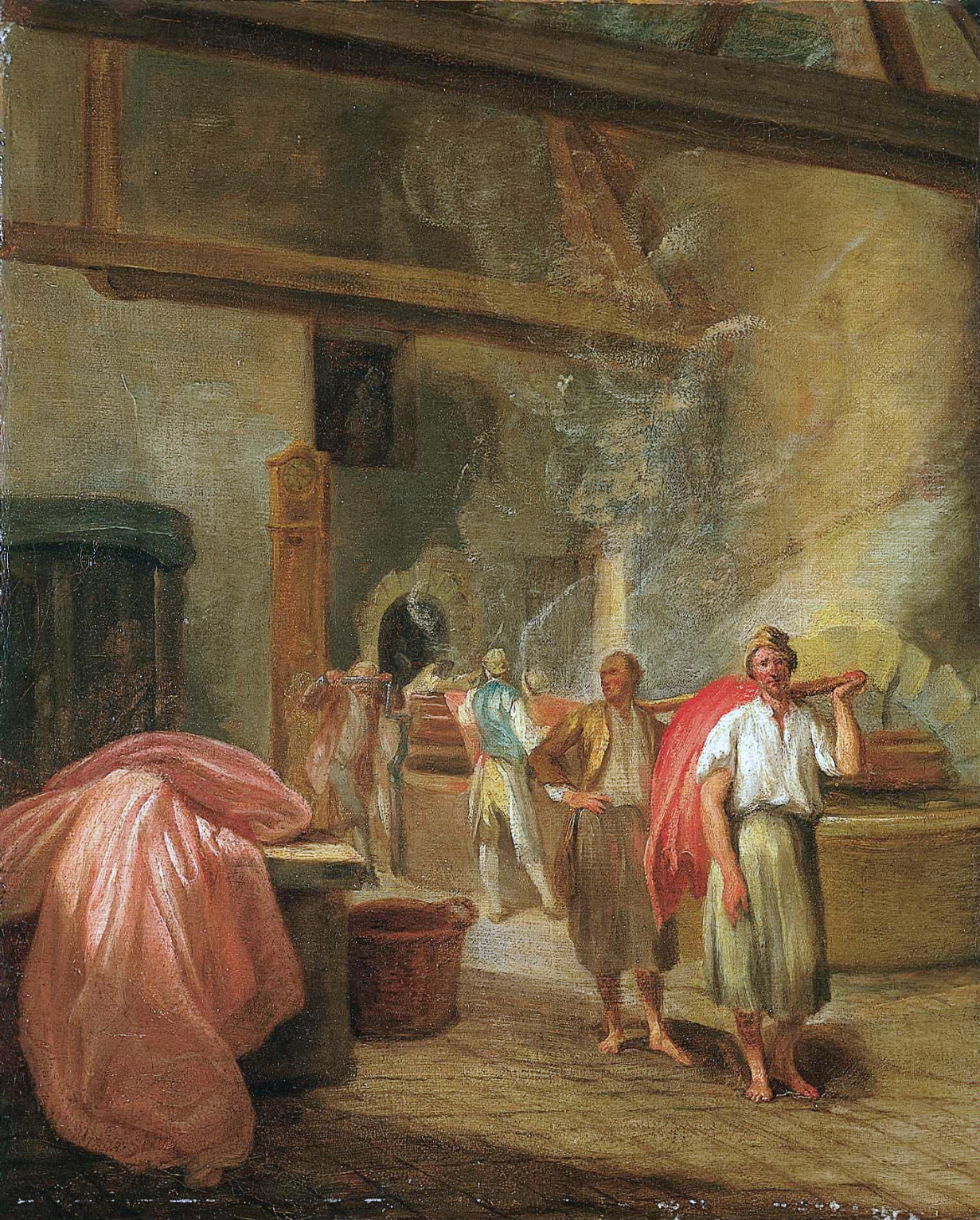
Vista del taller de tintura en escarlata de la Manufactura de los Gobelinos hacia 1760. Óleo atribuido a Étienne Jeaurat (1699–1789).

A comienzos del siglo XVII el inventor y alquimista holandés Cornelius Drebbel descubrió un método para mordentar el tinte de cochinilla con sales de estaño. Esta nueva técnica permitía conferir a los paños un color rojo fuerte que causaba admiración: el «escarlata de Holanda». A pesar de que la familia y los asociados de Drebbel (Abraham y Johannes Sibertus Kuffler) explotaron el tinte y mantuvieron su fórmula en secreto, en algún momento otros tintoreros lograron aproximarse a aquella y producir escarlatas similares, y hacia 1660 los tintoreros más importantes de Europa ya producían escarlata de Holanda empleando cochinilla y estaño de diferentes maneras.
Si bien el tinte de cochinilla era adecuado para teñir tanto lana como seda, el escarlata de Holanda se usó principalmente para teñir lanas y paños de lana. Su fórmula incluía, además de cochinilla, bitartrato de potasio y cloruro de estaño. Daba un color rojo encendido que era muy apreciado, pero difícil de lograr a la perfección y extremadamente caro. Al color del escarlata de Holanda se debe el que también fuese conocido como «escarlata color fuego».

#### Escarlatas de los Gobelinos
El origen de la Manufactura de los Gobelinos, sita en París, fue un taller de tintura en escarlata establecido allí por Jean Gobelin a mediados del siglo XV. Gobelin y su familia se hicieron célebres debido a la calidad de su escarlata, y durante muchos años conservaron la propiedad de los talleres de tintura, ampliándolos. En 1662, Jean-Baptiste Colbert, ministro de Luis XIV, adquirió los talleres de los Gobelinos para convertirlos en una manufactura real, es decir en un complejo de fabricación de artículos de lujo (telas, muebles, tapices, etc.) destinados al uso de la corona, con lo que la producción de tinte escarlata quedó reducida a un solo taller.
Las denominaciones «escarlata de los Gobelinos» y «escarlata Gobelinos» se usan como sinónimos de «escarlata de Holanda», pero específicamente se refieren al tinte desarrollado por el químico francés Antoine Baumé (1728–1804) en la Manufactura de los Gobelinos con la misma fórmula básica que la del escarlata de Holanda, pero con la adición de algo de rubia. Este tinte también daba un color rojo encendido.

## El escarlata en China y en Japón

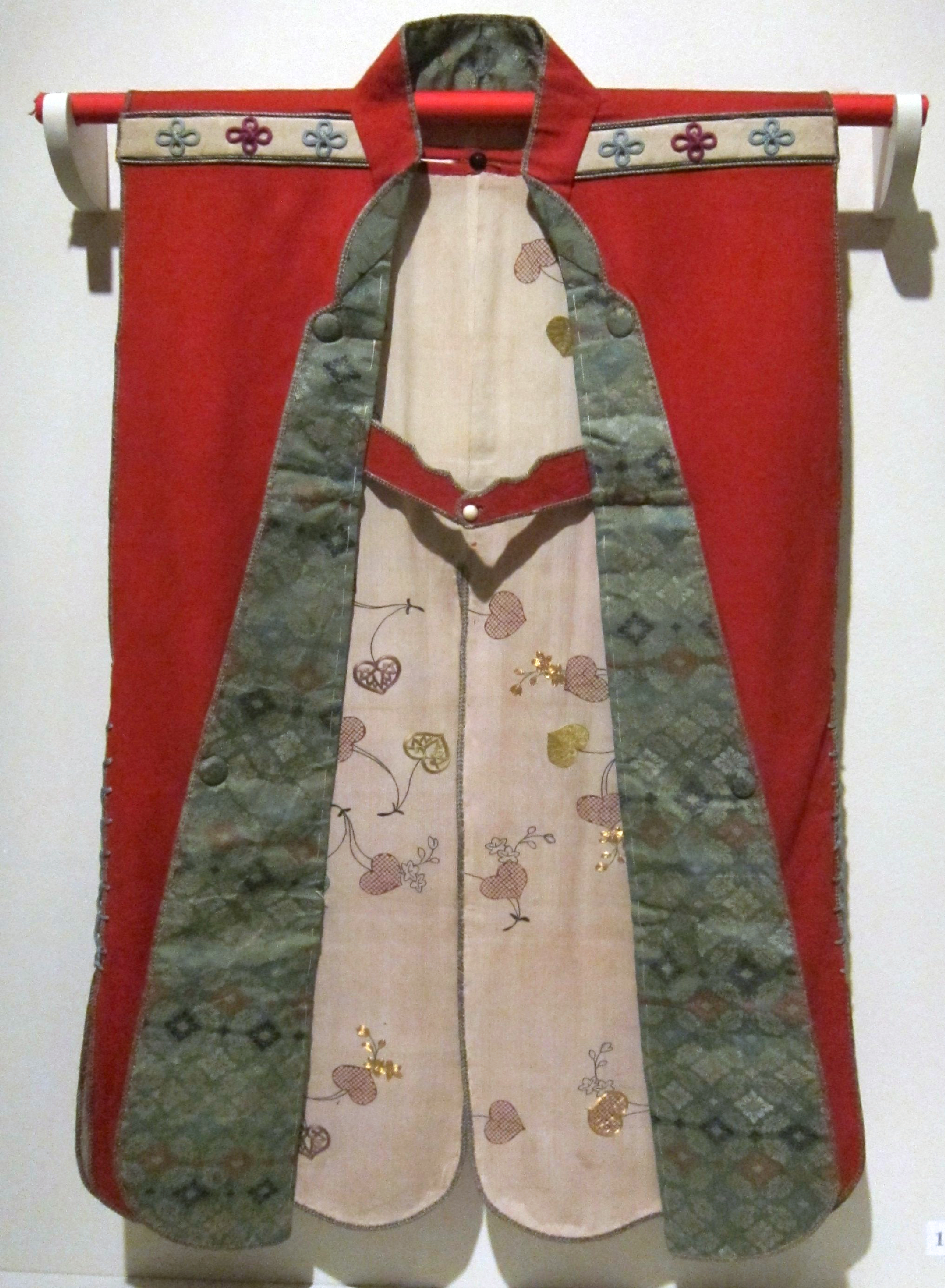
Jinbaori rojo de fines del, tal vez teñido con anilina

En idioma chino mandarín, «escarlata» se traduce como 猩红色 (pinyín: xīng hóngsè), vocablo que se descompone en xīng, ‘simio’ y hóngsè, ‘rojo’. En la antigua China se creía que el tinte escarlata fino que se observaba en productos textiles provenientes de Occidente era la sangre de un animal llamado hsing-hsing. Este era un animal fabuloso similar a un mono, de carácter amigable, capaz de entender el habla humana —o incluso de hablar— y aficionado a las bebidas alcohólicas. El sinólogo estadounidense Edward H. Schafer cita el siguiente comentario literario acerca del hsing-hsing:

Los hu [extranjeros bárbaros] de los países occidentales usan su sangre para teñir sus alfombras de lana; su color es limpio y no se ennegrece.
Prefacio a Hsing-hsing ming, P’ei Yen. Ch’uan T’ang wen (‘Prosa completa de los T’ang’) 168, 1a-2b.

Por este motivo, el tinte era llamado en China «sangre de gibón». Para la época Tang (618-907), el término «sangre de gibón» ya se había generalizado como descriptor del color del tinte, más que del tinte mismo.
En el folclore de Japón, el equivalente del hsing-hsing es el shôjô (literalmente, ‘orangután’), un ser ni animal ni humano, cubierto de abundante pelo rojo, que vive en las playas de los mares y de las desembocaduras de los ríos. Igual que el hsing-hsing, es inofensivo, capaz de hablar y aficionado al alcohol. Se decía que los pescadores a veces intentaban cazar al shôjô intoxicándolo con alguna bebida, ya que de su sangre y su pelambre, mezclados, se hacía un hermoso tinte rojo muy apreciado por los bárbaros del Oeste.
Alrededor de los siglos XVI y XVII, Japón importaba artículos textiles ya teñidos, como paños de lana, de terciopelo y de algodón estampado, brocados, damascos y tapicerías. De estos artículos, las telas de lana teñidas con escarlata eran especialmente buscadas por los comandantes militares del período Sengoku (c. 1467–1568) y frecuentemente se usaban para confeccionar las sobrevestes llamadas jinbaori y dofuku. El color escarlata de estas prendas se denominaba «escarlata shôjô» en referencia a la sangre del ser homónimo, la cual se decía que era del color rojo más saturado del mundo.

## Como color
El color del tinte escarlata histórico no ha sido siempre un mismo y único tono y matiz, sino que ha tenido variaciones. Incluso en una época determinada podían encontrarse en el mercado escarlatas diversos, como atestigua Hellot, quien describe al escarlata de Venecia de su momento como de «color de sangre de buey», más bien oscuro y amarronado en comparación con el escarlata de Holanda, que era de color rojo fuego, virando hacia el anaranjado en comparación, y tan saturado que se hacía difícil mantener la vista sobre él. Habla también de un escarlata color cereza, y de diversos colores que se podían obtener a partir de mezclas de escarlata de cochinilla con otros tintes.
La definición actual del color escarlata sostiene que se trata de un rojo vivo, intermedio entre el bermellón y el carmín, basado en la coloración característica del escarlata de Holanda.
|            | Escarlata de Holanda (específico) |
| HTML       | #E30032                           |
| CMYK       | (0, 100, 75, 0)                   |
| RGB        | (227, 0, 50)                      |
| HSV        | (347°, 100 %, 89 %)               |
| Referencia | Gallego & Sanz, 2005              |

En el Diccionario del color de Maerz y Paul (Aloys John Maerz y Morris Rea Paul: A Dictionary of Color, 1930), obra muy influyente que tenía como objetivo estandarizar los colores de uso habitual del mundo anglohablante, se discute la elección de un escarlata estándar, inclinándose los autores por un rojo «que contiene naranja», en oposición al color carmesí, «que contiene azul». Otros escarlatas estándar del acervo iconolingüístico de los pueblos de habla inglesa se inclinan más hacia el anaranjado, más hacia el rojo e incluso hacia el rosa oscuro.
|            | Scarlet (estándar) |
| HTML       | #FD2D1C            |
| RGB        | (253, 45, 28)      |
| HSV        | (5°, 89 %, 99 %)   |
| Referencia | Maerz & Paul, 1930 |

Debajo se muestran coloraciones relacionadas con el escarlata, para facilitar su comparación.
|            | Bermellón (específico) | Carmín (estándar)   | Carmesí (específico) | Quermes            |
| HTML       | #E62E00                | #D10047             | #E51A4C              | #C42D45            |
| RGB        | (230, 46, 0)           | (209, 0, 71)        | (229, 26, 76)        | (196, 45, 69)      |
| CMYK       | (0, 90, 95, 0)         | (0, 100, 50, 10)    | (0, 95, 55, 0)       | (22, 98, 70, 0)    |
| HSV        | (12°, 100 %, 90 %)     | (340°, 100 %, 82 %) | (345°, 89 %, 90 %)   | (350°, 77 %, 77 %) |
| Referencia | [ 1 ]                  | [ 11 ]              | [ 11 ]               | [ 1 ]              |